# Церква Вознесіння Господнього (Бугрин)

## Історія та архітектура
Село Бугрин, Гощанського району вперше згадується в актах від 1545 р. За поданням М. Теодоровича церква Вознесіння Господнього побудована в 1867 р. на кошти прихожан за проектом арх. Пархоменка. Дерев’яна, простора, п’ятибанева, на кам’яному фундаменті, дахи покриті залізом.
Храм знаходиться в центральній частині села на пагорбі та відіграє роль  висотної домінанти поселення. Свято-Вознесенська церква є однією з найбільших дерев’яних храмів Рівненщини. Об’ємна структура храму – дев’ятизрубний, досить рідкісний для даного регіону, завершений п’ятьма банями, чотири з яких розташовані над міжраменними зрубами і носять суто декоративний характер. Із західного боку прибудована триярусна дзвіниця, накрита наметовим дахом. Віконні отвори з півциркульним завершенням оздоблені сандриками кілевидної форми. В екстер’єрі церква має досить стриманий накладний декор у вигляді кутових лопаток, хвилястого фризу та декоративних лиштв на глухих барабанах бань. Виразний зразок храмового зодчества Волині кінця ХІХ ст. і вдалого застосування елементів неовізантійської та неоросійської стилістики. 
Станом на 2015 р. верхи Свято-Вознесенської церкви покриті листовим металом синього кольору, первісні маківки з хрестами замінені на шаблонні елементи з імітацією позолоти. Стіни храму шальовані горизонтальною дошкою і пофарбовані у голубий колір з акцентуванням кутових лопаток, карнизної частини та вхідних частин більш насиченим відтінком.

## Див.також
- Церква на Електронній карті спадщини дерев'яного церковного зодчества Рівненської області.

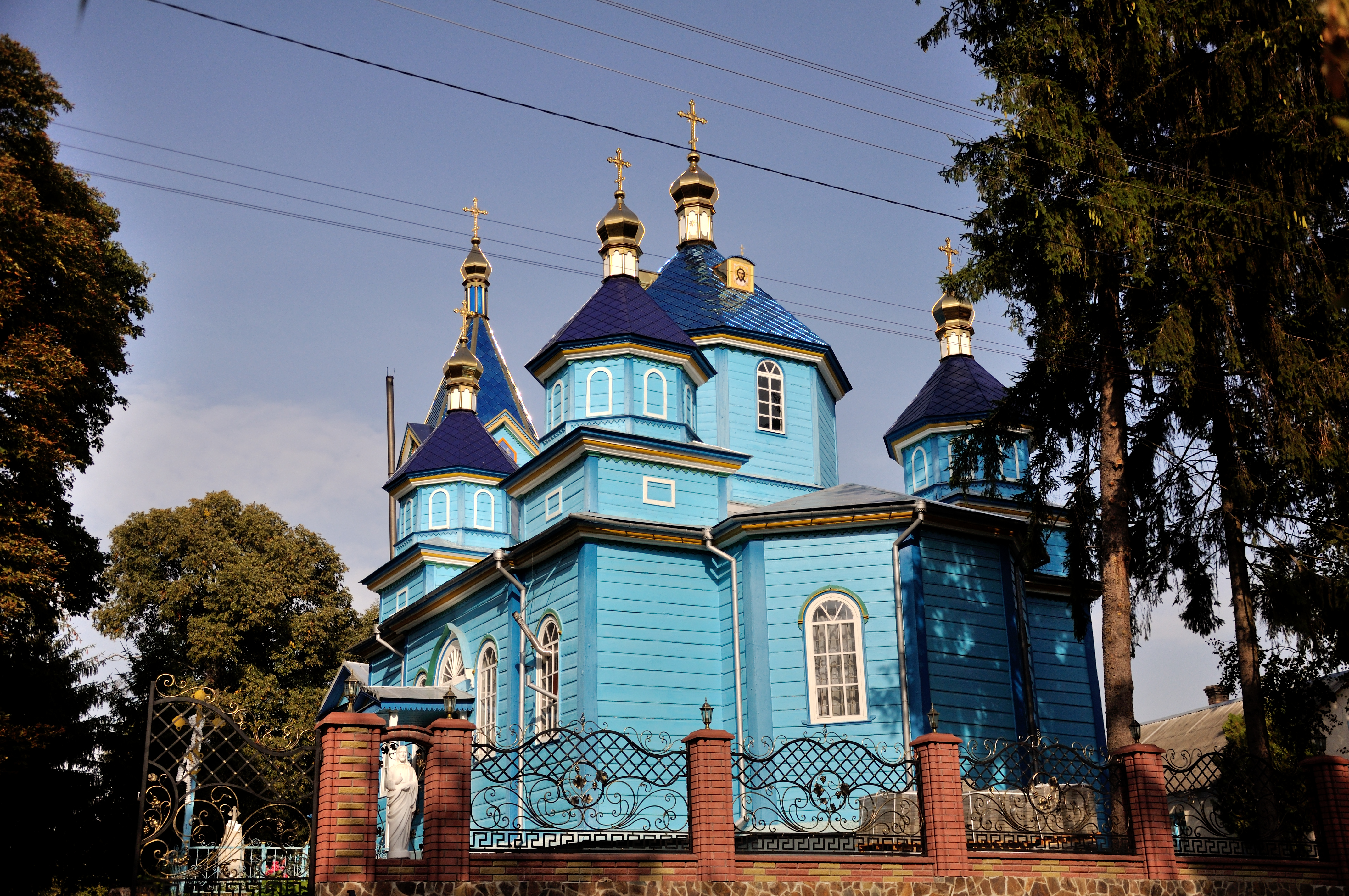
Вознесенська церква (дер.), с.Бугрин

- Вознесенська церква (дер.), с.Бугринhttp://trip.org.ua/rivnenshchyna/bugrin.html [Архівовано 4 березня 2017 у Wayback Machine.]